# Francisco Sánchez González
Francisco «Paco» Sánchez González (Cartagena, 17 de junio de 1963) es un entrenador de fútbol español. Fue entrenador de la selección de fútbol de Cartagena.

## Trayectoria

### Jugador
Comenzó en los alevines de la Organización Juvenil Española (OJE), después en alevines de C.C.R.R. (Repesa), infantiles de C.C.R.R. (Repesa), las dos primeras temporadas de Juvenil también en C.C.R.R. (Repesa), la última temporada de juvenil fue con el Cartagena FC juvenil, donde consiguió el ascenso a categoría Nacional (hoy día División de Honor). Durante este periodo tuvo como entrenadores a Silverio, Manolín, Zamora y sobre todo, Pedro Lirón. Cuando tenía 17 años el técnico Gabriel «Baby» Navarro le dio la oportunidad de debutar en el primer equipo ante el CD San Fernando. Posteriormente fue cedido al Pinatar Club de Fútbol (Tercera División). En 1984-85 fue campeón de España sub-23 con el CD Naval. De nuevo en el Cartagena FC, Felipe Mesones lo hizo debutar en Segunda División A, equipo en el que permaneció desde 1984 a 1988 siempre en Segunda. Posteriormente, una campaña (1988-89) en el Real Murcia, en Primera. En 1989-90 jugó en Segunda con el Recreativo de Huelva. Retornó al Cartagena FC y en 1990-91 y 1991-92 participó en dos liguillas de ascenso, en ambos casos con Voltaire García de técnico. Continuó en el Efesé hasta que descendió, y luego entró en el proyecto del FC Cartagena, en el que se retiró en 1998.

### Entrenador

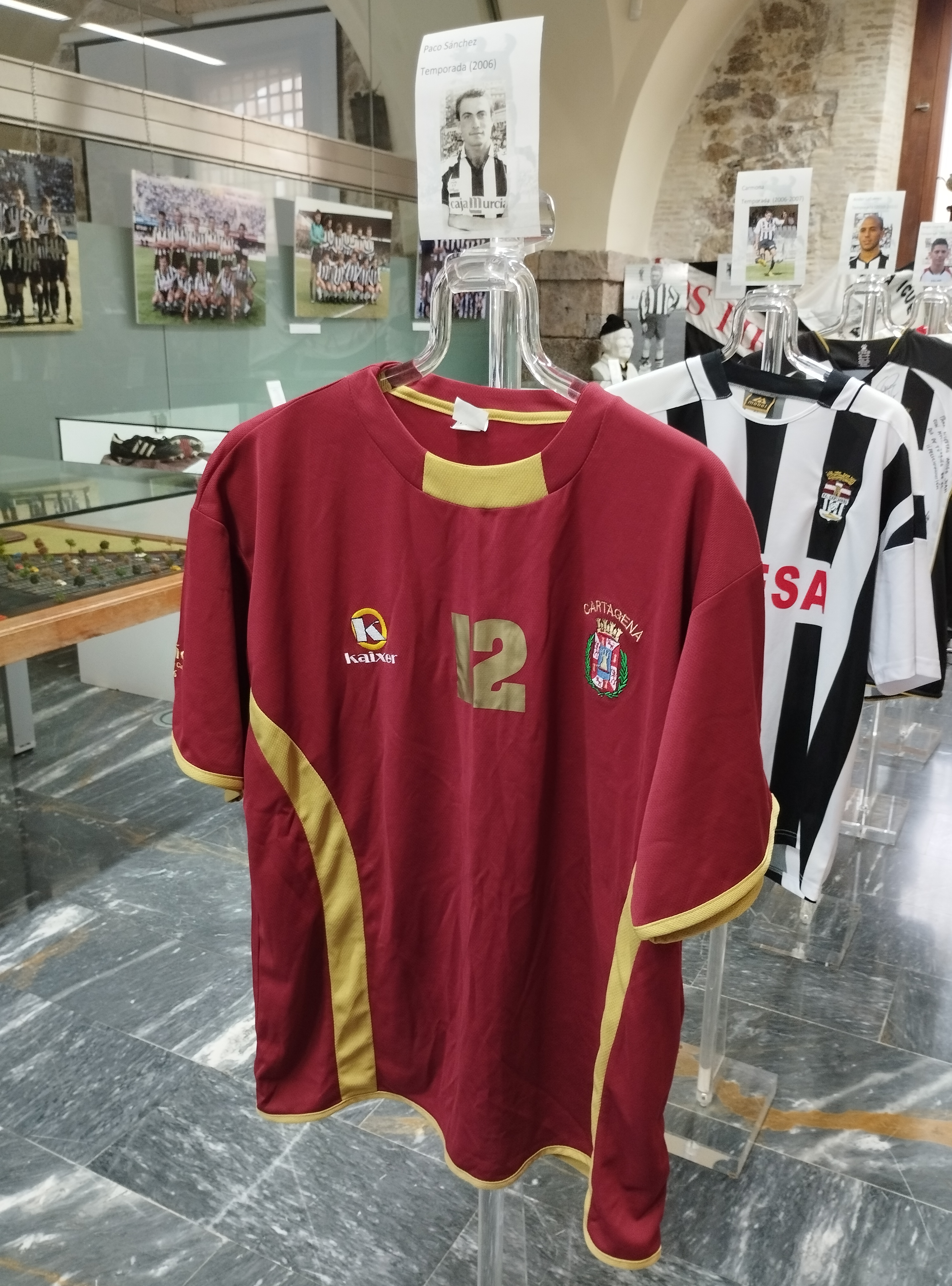
Camiseta de Paco Sánchez como entrenador de la selección de Cartagena, en una vitrina de la exposición Historia del fútbol en Cartagena (2025).

En el FC Cartagena (1998-99) fue segundo preparador con Javier Quintana, ayudante de Pedro Valentín Mora, en Tercera, y posteriormente de Jesús Aranguren, en Segunda B. El técnico vasco le dio la oportunidad de dirigir un par de encuentros: en Paterna, ante el Valencia B, y en casa ante el Levante UD. Al dimitir Jesús Aranguren en 1999-2000, se convirtió en primer técnico, cargo que desempeñó hasta ser relevado por Juanjo Díaz. Posteriormente estuvo media campaña en el CD La Unión. Fue codirector, con Pedro Cordero, de la Escuela de Fútbol de Santa Ana y responsable de la selección absoluta de Cartagena.